# VolleyLigaen 2010-2011 (femminile)
La VolleyLigaen danese di pallavolo femminile 2010-2011 si è svolta dal 17 settembre 2010 al 25 aprile 2011: al torneo hanno partecipato 8 squadre di club danesi e la vittoria finale è andata per la prima volta al Brøndby Volleyball Klub.

## Regolamento
Il campionato si è svolto con una prima fase dove le otto squadre si sono incontrate in un girone all'italiana sfidandosi per tre volte. Al termine della regular-season, le prime quattro classificate hanno partecipato ai play-off scudetto mentre l'ultima classificata è retrocessa nella serie cadetta.

## Squadre partecipanti
- Brøndby
- Frederiksberg
- Gentofte
- Holte
- Lyngby Volley
- Fortuna Odense
- Skovbakken VB
- Vordingborg VK

## Torneo

### Regular season

#### Risultati
| Prima giornata |                           |     |                            |
|                |                           |     |                            |
| 17-09          | Skovbakken-Holte          | 0-3 | 19-25, 19-25, 19-25        |
| 25-09          | Fortuna Odense-Gentofte   | 1-3 | 17-25, 16-25, 25-15, 19-25 |
| 26-09          | Frederiksberg-Vordingborg | 3-1 | 25-22, 14-25, 25-19, 25-23 |
| 30-09          | Brøndby-Lyngby            | 3-0 | 25-17, 25-20, 25-12        |

| Seconda giornata |                        |     |                                  |
|                  |                        |     |                                  |
| 02-10            | Gentofte-Frederiksberg | 3-0 | 25-16, 25-20, 28-26              |
| 02-10            | Holte-Fortuna Odense   | 3-0 | 25-16, 25-21, 25-22              |
| 02-10            | Vordingborg-Brøndby    | 0-3 | 21-25, 18-25, 18-25              |
| 03-10            | Lyngby-Skovbakken      | 2-3 | 19-25, 25-20, 21-25, 25-16, 9-15 |

| Terza giornata |                        |     |                            |
|                |                        |     |                            |
| 09-10          | Vordingborg-Skovbakken | 3-0 | 25-14, 25-17, 25-14        |
| 09-10          | Fortuna Odense-Lyngby  | 3-0 | 25-14, 25-15, 25-16        |
| 10-10          | Frederiksberg-Holte    | 1-3 | 27-25, 9-25, 12-25, 13-25  |
| 10-10          | Brøndby-Gentofte       | 3-1 | 23-25, 25-13, 25-21, 25-20 |

| Quarta giornata |                            |     |                            |
|                 |                            |     |                            |
| 12-10           | Holte-Brøndby              | 3-1 | 25-20, 25-18, 24-26, 25-17 |
| 16-10           | Gentofte-Skovbakken        | 3-0 | 26-24, 25-19, 25-23        |
| 16-10           | Vordingborg-Fortuna Odense | 1-3 | 15-25, 25-20, 30-28, 20-25 |
| 16-10           | Lyngby-Frederiksberg       | 0-3 | 17-25, 16-25, 18-25        |

| Quinta giornata |                              |     |                                   |
|                 |                              |     |                                   |
| 22-10           | Lyngby-Holte                 | 0-3 | 11-25, 19-25, 20-25               |
| 23-10           | Gentofte-Vordingborg         | 3-2 | 25-20, 23-25, 19-25, 25-17, 15-13 |
| 23-10           | Fortuna Odense-Frederiksberg | 0-3 | 18-25, 22-25, 20-25               |
| 23-10           | Skovbakken-Brøndby           | 0-3 | 22-25, 10-25, 18-25               |

| Sesta giornata |                          |     |                                  |
|                |                          |     |                                  |
| 30-10          | Vordingborg-Lyngby       | 3-1 | 2519, 24-26, 25-22, 25-21        |
| 30-10          | Holte-Gentofte           | 2-3 | 18-25, 20-25, 25-23, 25-21, 9-15 |
| 30-10          | Brøndby-Fortuna Odense   | 3-2 | 25-15, 21-25, 25-20, 18-25, 15-6 |
| 31-10          | Frederiksberg-Skovbakken | 3-1 | 23-25, 25-20, 25-15, 25-16       |

| Settima giornata |                           |     |                                  |
|                  |                           |     |                                  |
| 13-11            | Gentofte-Lyngby           | 3-1 | 25-17, 25-18, 22-25, 25-14       |
| 13-11            | Vordingborg-Holte         | 2-3 | 22-25, 15-25, 25-17, 25-22, 9-15 |
| 14-11            | Frederiksberg-Brøndby     | 1-3 | 25-23, 15-25, 25-27, 14-25       |
| 24-11            | Skovbakken-Fortuna Odense | 0-3 | 19-25, 14-25, 18-25              |

| Ottava giornata |                           |     |                                   |
|                 |                           |     |                                   |
| 20-11           | Gentofte-Fortuna Odense   | 2-3 | 20-25, 24-26, 25-20, 25-21, 12-15 |
| 20-11           | Vordingborg-Frederiksberg | 3-1 | 25-27, 25-13, 25-19, 25-23        |
| 20-11           | Brøndby-Lyngby            | 3-0 | 25-22, 25-19, 25-14               |
| 21-11           | Holte-Skovbakken          | 3-1 | 22-25, 25-20, 25-21, 25-21        |

| Nona giornata |                        |     |                            |
|               |                        |     |                            |
| 24-11         | Frederiksberg-Gentofte | 3-1 | 7-25, 25-20, 25-23, 29-27  |
| 27-11         | Skovbakken-Lyngby      | 1-3 | 20-25, 16-25, 25-13, 25-27 |
| 27-11         | Fortuna Odense-Holte   | 1-3 | 25-15, 16-25, 14-25, 21-25 |
| 27-11         | Brøndby-Vordingborg    | 3-1 | 23-25, 25-14, 25-17, 25-17 |

| Decima giornata |                        |     |                                  |
|                 |                        |     |                                  |
| 04-12           | Gentofte-Brøndby       | 2-3 | 16-25, 34-32, 21-25, 25-21, 7-15 |
| 04-12           | Holte-Frederiksberg    | 3-1 | 20-25, 25-21, 25-18, 25-21       |
| 04-12           | Lyngby-Fortuna Odense  | 0-3 | 15-25, 13-25, 17-25              |
| 05-12           | Skovbakken-Vordingborg | 0-3 | 20-25, 19-25, 10-25              |

| Undicesima giornata |                            |     |                                   |
|                     |                            |     |                                   |
| 07-12               | Brøndby-Holte              | 3-0 | 26-24, 25-16, 28-26               |
| 08-12               | Fortuna Odense-Vordingborg | 3-2 | 20-25, 20-25, 25-14, 25-14, 15-11 |
| 11-12               | Skovbakken-Gentofte        | 0-3 | 20-25, 14-25, 16-25               |
| 12-12               | Frederiksberg-Lyngby       | 3-2 | 25-21, 11-25, 20-25, 25-16, 15-10 |

| Dodicesima giornata |                              |     |                            |
|                     |                              |     |                            |
| 08-01               | Vordingborg-Gentofte         | 3-1 | 25-20, 25-20, 28-30, 25-17 |
| 08-01               | Brøndby-Skovbakken           | 3-0 | 25-9, 25-9, 25-16          |
| 09-01               | Holte-Lyngby                 | 3-1 | 25-19, 25-18, 22-25, 25-13 |
| 12-01               | Frederiksberg-Fortuna Odense | 0-3 | 19-25, 20-25, 22-25        |

| Tredicesima giornata |                          |     |                                   |
|                      |                          |     |                                   |
| 15-01                | Gentofte-Holte           | 2-3 | 28-30, 29-27, 25-18, 18-25, 13-15 |
| 15-01                | Lyngby-Vordingborg       | 0-3 | 15-25, 16-25, 18-25               |
| 16-01                | Brøndby-Fortuna Odense   | 3-1 | 25-11, 18-25, 25-23, 25-17        |
| 16-01                | Skovbakken-Frederiksberg | 1-3 | 25-17, 15-25, 19-25, 19-25        |

| Quattordicesima giornata |                        |     |                                  |
|                          |                        |     |                                  |
| 29-01                    | Gentofte-Frederiksberg | 3-0 | 25-16, 25-18, 25-14              |
| 29-01                    | Holte-Fortuna Odense   | 3-2 | 25-17, 25-17, 25-27, 23-25, 15-9 |
| 01-02                    | Vordingborg-Brøndby    | 0-3 | 20-25, 21-25, 16-25              |
| 18-02                    | Lyngby-Skovbakken      | 3-1 | 25-16, 15-25, 25-20, 25-13       |

| Quindicesima giornata |                           |     |                                  |
|                       |                           |     |                                  |
| 05-02                 | Fortuna Odense-Gentofte   | 3-1 | 17-25, 25-14, 25-14, 25-19       |
| 06-02                 | Frederiksberg-Vordingborg | 2-3 | 25-19, 25-20, 17-25, 12-25, 8-15 |
| 06-02                 | Skovbakken-Holte          | 0-3 | 10-25, 16-25, 21-25              |
| 06-02                 | Lyngby-Brøndby            | 0-3 | 11-25, 20-25, 18-25              |

| Sedicesima giornata |                           |     |                     |
|                     |                           |     |                     |
| 08-02               | Holte-Vordingborg         | 3-0 | 25-19, 25-17, 25-18 |
| 09-02               | Lyngby-Gentofte           | 3-0 | 26-24, 25-19, 25-20 |
| 10-02               | Brøndby-Frederiksberg     | 3-0 | 25-16, 25-16, 25-14 |
| 10-02               | Fortuna Odense-Skovbakken | 3-0 | 25-17, 25-16, 25-17 |

| Diciassettesima giornata |                        |     |                            |
|                          |                        |     |                            |
| 12-02                    | Fortuna Odense-Lyngby  | 3-1 | 20-25, 25-17, 25-14, 25-15 |
| 12-02                    | Skovbakken-Vordingborg | 0-3 | 16-25, 12-25, 18-25        |
| 13-02                    | Frederiksberg-Holte    | 0-3 | 10-25, 17-25, 17-25        |
| 17-02                    | Brøndby-Gentofte       | 3-1 | 27-25, 17-25, 25-14, 25-19 |

| Diciottesima giornata |                            |     |                                   |
|                       |                            |     |                                   |
| 19-02                 | Gentofte-Skovbakken        | 3-1 | 25-15, 25-20, 23-25, 25-21        |
| 19-02                 | Vordingborg-Fortuna Odense | 3-2 | 25-20, 22-25, 22-25, 25-15, 15-13 |
| 20-02                 | Lyngby-Frederiksberg       | 1-3 | 25-19, 20-25, 23-25, 14-25        |
| 20-02                 | Holte-Brøndby              | 3-2 | 25-17, 20-25, 26-24, 22-25, 16-14 |

| Diciannovesima giornata |                              |     |                                  |
|                         |                              |     |                                  |
| 26-02                   | Gentofte-Vordingborg         | 2-3 | 25-23, 16-25, 25-19, 26-28, 9-15 |
| 26-02                   | Fortuna Odense-Frederiksberg | 3-0 | 25-21, 25-17, 25-19              |
| 26-02                   | Lyngby-Holte                 | 0-3 | 15-25, 11-25, 11-25              |
| 27-02                   | Skovbakken-Brøndby           | 0-3 | 23-25, 7-25, 14-25               |

| Ventesima giornata |                          |     |                            |
|                    |                          |     |                            |
| 05-03              | Vordingborg-Lyngby       | 3-0 | 25-17, 25-18, 25-13        |
| 06-03              | Frederiksberg-Skovbakken | 3-1 | 25-9, 25-23, 23-25, 25-18  |
| 06-03              | Holte-Gentofte           | 3-0 | 25-16, 31-29, 25-8         |
| 07-03              | Fortuna Odense-Brøndby   | 1-3 | 18-25, 26-24, 20-25, 20-25 |

| Ventunesima giornata |                           |     |                                  |
|                      |                           |     |                                  |
| 12-03                | Gentofte-Lyngby           | 3-0 | 26-24, 25-18, 25-17              |
| 12-03                | Vordingborg-Holte         | 0-3 | 18-25, 22-25, 15-25              |
| 13-03                | Frederiksberg-Brøndby     | 1-3 | 17-25, 20-25, 25-19, 15-25       |
| 13-03                | Skovbakken-Fortuna Odense | 2-3 | 25-23, 16-25, 25-18, 8-25, 10-15 |

#### Classifica
| Pos. | Squadra              | Pt | G  | V  | P  | SV | SP | Ratio | PF | PS | Ratio |
| ---- | -------------------- | -- | -- | -- | -- | -- | -- | ----- | -- | -- | ----- |
| 1.   | Brøndby VK           | 38 | 21 | 19 | 2  | 60 | 17 | 3.529 | -  | -  | -     |
| 2.   | Holte IF             | 38 | 21 | 19 | 2  | 59 | 20 | 2.950 | -  | -  | -     |
| 3.   | Fortuna Odense       | 24 | 21 | 12 | 9  | 46 | 36 | 1.277 | -  | -  | -     |
| 4.   | Vordingborg VK       | 22 | 21 | 11 | 10 | 42 | 39 | 1.076 | -  | -  | -     |
| 5.   | Gentofte Volley      | 20 | 21 | 10 | 11 | 43 | 40 | 1.075 | -  | -  | -     |
| 6.   | Frederiksberg Volley | 18 | 21 | 9  | 12 | 34 | 44 | 0.772 | -  | -  | -     |
| 7.   | Lyngby Volley        | 6  | 21 | 3  | 18 | 18 | 56 | 0.321 | -  | -  | -     |
| 8.   | Skovbakken VB        | 2  | 21 | 1  | 20 | 12 | 62 | 0.258 | -  | -  | -     |

| Ammesse ai play-off scudetto | Retrocessa in serie cadetta |

### Play-off scudetto
|  | Semifinali | Semifinali     | Semifinali |       |   | Finale  | Finale | Finale |  |
|  |            |                |            |       |   |         |        |        |  |
|  | 1          | Brøndby        | 3          |       |   |         |        |        |  |
|  | 1          | Brøndby        | 3          |       |   |         |        |        |  |
|  | 4          | Vordingborg VK | 0          |       |   |         |        |        |  |
|  | 4          | Vordingborg VK | 0          |       | 1 | Brøndby | 3      |        |  |
|  |            |                |            |       | 1 | Brøndby | 3      |        |  |
|  |            |                | 2          | Holte | 2 |         |        |        |  |
|  | 2          | Holte          | 2          | Holte | 2 | 3       |        |        |  |
|  | 2          | Holte          |            |       |   |         |        |        |  |
|  | 3          | Fortuna Odense | 0          |       |   |         |        |        |  |